# Hvidovre Stadion
Das Hvidovre Stadion ist ein Fußballstadion mit Leichtathletikanlage im dänischen Hvidovre, südwestlich der Hauptstadt Kopenhagen. Es ist das Heimstadion der Vereine Hvidovre IF (Fußball), Hvidovre AM (Leichtathletik) und Hvidovre Stars (American Football). 

## Geschichte
Das 1955 eröffnete Hvidovre Stadion hatte eine Kapazität von 15.600 Zuschauern, davon 4.600 auf der 1970 fertiggestellten und überdachten Sitzplatztribüne. Im August 2010 erhielt es den Sponsorennamen Office Center Arena. Das Unternehmen Office Center handelt mit Bürogeräten. Von 2012 bis 2019 trug das Stadion den Namen Kæmpernes Arena. Seit 2019 heißt es Pro Ventilation Arena Hvidovre. Heute bietet es etwa 12.000 Plätze. Zum Gelände gehören u. a. vier Fußballfelder, eine Leichtathletikhalle, eine Tennishalle mit zwei Plätzen, fünf Tennisplätze, ein Fitnessstudio, Restaurant/Cafeteria, Clubräume und ein Konferenzraum.
In den Jahren 1966 und 1969 war das Stadion Austragungsort der Heimspiele von Hvidovre IF im Messestädte-Pokal. 1972 und 1980 wurden die Heimspiele von Hvidovre IF im UEFA-Cup und im Europapokal der Pokalsieger dort ausgetragen.